# Bryconops colaroja
Bryconops colaroja är en fiskart som beskrevs av Chernoff och Machado-allison, 1999. Bryconops colaroja ingår i släktet Bryconops och familjen Characidae. Inga underarter finns listade.